# PSO J318.5-22
PSO J318.5-22 è un pianeta interstellare, ovvero un oggetto astronomico extrasolare di massa planetaria che non sembra essere legato gravitazionalmente a nessuna stella. Si trova a circa 80 anni luce di distanza dalla Terra, e fa parte dell'Associazione di Beta Pictoris.

## Caratteristiche
L'oggetto venne scoperto nel 2013 grazie all'analisi delle immagini acquisite dal telescopio ad ampio campo Pan-STARRS PS1. L'età di PSO J318.5-22 è stata valutata in circa 12 milioni di anni, la stessa dell'Associazione di Beta Pictoris.
Michael Liu, il coordinatore del gruppo di ricerca dell'istituto di astronomia dell'Università delle Hawaii, dichiarò: "Non avevamo mai visto un oggetto interstellare autonomo simile a questo. Ha infatti tutte le caratteristiche dei giovani pianeti che vengono trovati in orbita attorno alle stelle, ma a differenza di questi si muove nello spazio in maniera autonoma. Secondo l'attuale interpretazione teorica per tali oggetti spaziali esiste la possibilità che perturbazioni gravitazionali possano espellerli dai loro sistemi planetari di origine, anche poco dopo la loro formazione all'interno di un disco di accrescimento; non vengono però esclusi altri processi formativi. La temperatura all'interno delle nubi dell'atmosfera di PSO J318.5-22 è stimata in più di 1 100 K (800 °C). Tali nubi, che sarebbero formate da polvere incandescente e ferro fuso, dimostrano quanto sia diffusa la presenza di nubi in oggetti di natura planetaria.